# サヴィニー＝レ＝ボーヌAOC
サヴィニー＝レ＝ボーヌ （Savigny-lès-beaune）は、ブルゴーニュワインの1つ。
サヴィニー＝レ＝ボーヌ村単独で、（サヴィニと書かれていることもある）AOCを持っている。特級畑はないが、1級畑はかなりあり、品質は高い。
白ワインも1割弱生産しているが、主体は赤ワインである。色は、ブルゴーニュの赤ワインとしては、ルビー色を帯びているものが多く、かなりはっきりしたトリュフのような香り、日本のもので言えば「ブナシメジ」や腐葉土のような香りと、ブラックベリーに似た香りがあり、味わいはやや軽いが、タンニンはかなり豊富である。